# Axonopus yutajensis
Axonopus yutajensis är en gräsart som beskrevs av G.Black. Axonopus yutajensis ingår i släktet Axonopus och familjen gräs.
Artens utbredningsområde är Venezuela. Inga underarter finns listade i Catalogue of Life.